# إيفان روس
إيفان روس (بالإنجليزية: Evan Ross) هو موسيقي وممثل أمريكي، ولد في 26 أغسطس 1988 بغرينيتش في الولايات المتحدة. بدأ مشواره المهني سنة 1999.

## وصلات خارجية
- إيفان روس على موقع IMDb (الإنجليزية)
- إيفان روس على موقع ألو سيني (الفرنسية)
- إيفان روس على موقع ميوزك برينز (الإنجليزية)
- إيفان روس على موقع أول موفي (الإنجليزية)
- إيفان روس على موقع إن إن دي بي (الإنجليزية)
- إيفان روس على موقع ديسكوغز (الإنجليزية)
- إيفان روس على موقع قاعدة بيانات الفيلم (الإنجليزية)
- إيفان روس على موقع كينوبويسك (الروسية)